# Sonia Félix Cherit
Sonia Félix Cherit (Zacatecas, 1961) artista plástica visual feminista activista, tallerista, promotora y gestora cultural nace en los altos de “La Esperanza”, que fue la primera fábrica de dulces de América Latina. En 2010 fundó La Casa Engracia, primer espacio independiente de arte feminista en México.   

## Estudios
Sonia Félix Cherit estudió artes plásticas en Zacatecas, Ciudad de México, Alemania e Italia. En Zacatecas inició en el taller Julio Ruelas con Alejandro Nava y en la Ciudad de México cursó talleres de acrílico en la ENAP, UNAM. En Alemania radicó por dieciocho años y experimentó con materiales y técnicas como el mosaico romano y bizantino, así como con las texturas y los relieves que son representativos de su obra. En 2002 regresa a Zacatecas donde vive y trabaja.  

## Obra
Sonia Félix Cherit tiene un interés por los temas de la mujer. Estos van desde reflexiones sobre las diosas primitivas, las formas, el cuerpo femenino, la sexualidad, la sensualidad, las emociones, la religiosidad y el concepto mismo de ser mujer. En 2007 incluye a su obra los temas de violencia y género que aquejan a la sociedad contemporánea. Su obra se conforma de escultura, instalación, arte objeto, cuadros, video arte y sobresale su técnica mural.

### Mural
- 2015 “JGF” Mexicali BCN. En propiedad privada.
- 2012 “4 Veta”, Zacatecas. En propiedad privada.
- 2010 “Alegoría a la Diosa Isa”,  Zacatecas.

En propiedad privada.
- 2009 “Terra”, Foro del Teatro al Aire Libre, Parque La Encantada, Zacatecas, Zacatecas. Políptico.
- 2008

“Siempre Vida”, Universidad Autónoma de Zacatecas, Campus Siglo XXI, Edificio IV Zacatecas, Zacatecas.

## Proyectos
En el 2010 inaugura su propio espacio cultural independiente Casa de Engracia, Espacio Libre de Violencia y en el 2013 constituye la Fundación Sonia Félix Cherit - Casa de Engracia de la cual es presidenta donde se realizan concursos, talleres, exposiciones artísticas y se presta apoyo a mujeres y menores en situación vulnerable.

## Exposiciones
Desde 2001 ha realizado más de 55 exposiciones individuales y colectivas en México, República Dominicana, Estados Unidos, Bélgica, Alemania, y Austria. Entre las colectivas destacan “Plástica Contemporánea Zacatecana” en el Museo MoLAA en Long Beach, Estados Unidos y “Mujer” en Bruselas, Bélgica en conmemoración del Día Internacional de la Mujer.

### Exposiciones Individuales
- (2015) Alfa Virginis (México)
- (2014) Retro Virginis (México)
- (2013) Entre la madre tierra y las mujeres (Alemania y Bélgica)
- (2013) Utensilios sin sexo (México y Alemania)
- (2007) Instalación “No más” (México)
- (2006) Reina de la Noche (México)
- (2005-2006) Madre Tierra (Alemania, Austria y Bélgica)
- (2004) Desierto-Raíces-Mujeres (México)
- (2003-2004) Mujeres y Diosas I y II (Alemania, Bélgica, México y República Dominicana)

## Premios
Sonia Félix Cherit ha recibido reconocimientos nacionales e internacionales.
- 2014 “Mente Brillante en Artes y Culturas”, Primer Encuentro Internacional de Mentes Femeninas Brillantes en Salobreña, Granada, España.
- 2010 “Mujer de abre Camino”, Gobierno del Estado de Zacatecas.

- 2008 Reconocimiento Especial por el Mural Siempre Vida, Universidad Autónoma de Zacatecas, Zacatecas.